# Berndamerus bicostatus
Berndamerus bicostatus är en kvalsterart som först beskrevs av Berlese 1910.  Berndamerus bicostatus ingår i släktet Berndamerus och familjen Amerobelbidae. Inga underarter finns listade.